# Ange Rovere
Ange Rovere (surnommé parfois Range ou Jean-Paul), né en 1947, est un historien et homme politique français. Il est spécialiste de l'histoire de la Corse au XVIIIe siècle.

## Biographie
Agrégé d'histoire, il a été enseignant de 1971 à 2011, notamment au lycée Giocante de Casabianca à Bastia.
Auteur de nombreux travaux sur la Corse du XVIIIe siècle, il a notamment écrit, avec Antoine Casanova, Peuple corse, révolutions et nation française, paru en 1979. Il est également l'auteur du  Journal de Jean Baptiste Galeazzini et de 1789 à Bastia, parus en 1989 ainsi de La Révolution française en Corse (avec Antoine Casanova), paru en 1989, et de La Corse et la République, la vie politique de la fin du Second Empire au début du XXIe siècle (avec Jean-Paul Pellegrinetti), paru en 2004.
Il est membre du Comité des travaux historiques et scientifiques (CTHS) section Histoire contemporaine et du temps présent. Il est secrétaire général de l’Association des chercheurs en sciences humaines (domaine corse) qui publie la revue Études Corses.
Membre du Parti communiste français, conseiller général du canton de Bastia-1 de 1992 à 2004, il a été premier adjoint au maire de Bastia, chargé des finances, de 1989 à 2014.

## Publications
- Peuple corse, révolutions et nation française, avec Antoine Casanova, 307 pages, Paris, Éditions sociales, 1979 [lire quelques pages sur Gallica]
- Mesure de l'île, le plan terrier de la Corse, 1770-1795, édité par le Musée de la Corse,1997
- La Corse et la République, la vie politique de la fin du Second Empire au début du XXIe siècle, avec Jean-Paul Pellegrinetti, Paris  Éditions du Seuil,  2004
- La chaîne et la trame : ethnologie et histoire de la Corse, avec Antoine Casanova, Georges Ravis-Giordani, Ajaccio, Albiana, 2005 [3]
- Mathieu Buttafoco, 1731-1806, un homme dans le siècle des révolutions, Ajaccio, Éditions Alain Piazzola, 2015, p. 218, Ajaccio, Éditions Alain Piazzola, 2015[4],[5]